# Drakengard
Drakengard (Drag-On Dragoon au Japon) est une série de jeux vidéo de type action-RPG.
Elle se compose de trois volets situés dans un monde de dark fantasy nommé Midgard. Une série dérivée nommée NieR découle de la cinquième fin possible de Drakengard dans laquelle l'humanité est décimée par un virus. Cette série post-apocalyptique se compose de trois volets.

## Jeux
Drakengard
- 2003 : Drakengard
- 2005 : Drakengard 2
- 2013 : Drakengard 3

Nier
- 2010 : Nier
- 2017 : Nier: Automata
- 2021 : Nier Reincarnation